# Emotions (chanson de Mariah Carey)
Pour les articles homonymes, voir Emotion (homonymie).
Singles de Mariah Carey
There's Got to Be a Way
(1991) Can't Let Go
(1991)
Emotions est une chanson de la chanteuse américaine Mariah Carey, sortie le 13 août 1991, qui officie en tant que premier extrait de son second opus Emotions. Le titre est composé par Mariah Carey, David Cole et Robert Civiles.

## Genèse
Mariah Carey collabore avec C+C Music factory et composent ensemble la chanson You're So Cold, qui était choisie, dans un premier temps, comme premier single de l'album. Cependant, c'est de par une seconde session d'enregistrement avec ces producteurs, que le titre Emotions est composé et utilisé comme premier single.

## Structure musicale
Emotions s'inspire de l'époque disco et étale tout le registre aigu de Carey avec l'usage intense de sa voix de sifflet.

## Accueil
Emotions devient le cinquième numéro un de la chanteuse aux États-Unis et devient la seule artiste à avoir cinq premiers singles numéro un. De plus, le titre est numéro un au Canada, atteint le top 5 en Nouvelle-Zélande et est classé dans le top 20 en Australie, Pays-Bas et Royaume-Uni. La chanson reçoit des critiques positives comme Bill Lamb. Steve Morse se trouve dans son registre aigu un alors que Jan DeKnock de Chicago Tribune décrit sa voix comme à couper le souffle.

## Clip vidéo & Remixes
Le vidéo est dirigé par Jeff Preiss. Le clip montre plusieurs scènes où Carey chante et s'amuse dans une voiture qui roule dans une route de campagne et dans une petite fête avec plusieurs danseurs. Le clip à la particularité d'être saturé.
Un remix d'Emotions, prénommé Emotions (12 Club Mix) est alors composé par David Cole & Robert Civiles, les coproducteurs de la chanson originale. Ce titre dance comporte un chœur Gospel sur l'intro de la chanson.
Un vidéo-clip de ce remix, basé d'après le vidéo-clip original, est alors réalisé.

## Promotion
Elle interprète Emotions pour la première fois aux MTV Video Music Awards de 1991 accompagnée de plusieurs choristes. Après cette cérémonie, elle interprète cette chanson pour The Arsenio Hall Show le 23 septembre 1991. De plus, elle la chante lors des Soul Train Music Awards de 1992 et sur les émissions britanniques Top of the Pops et Des O'Connor. Elle participe aussi aux émissions suédoises Sondagstoppet et Kulan mi-septembre 1991.

## Format et liste des pistes
CD single
1. Emotions
2. Vanishing

U.S. CD maxi-single
1. "Emotions" (12" club mix)
2. "Emotions" (12" instrumental)
3. "Emotions" (album version)
4. "There's Got to Be a Way" (12" mix)
5. "There's Got to Be a Way" (vocal dub mix)

European maxi-single #1
1. "Emotions"
2. "Vanishing"
3. "Vision of Love"

European maxi-single #2
1. "Emotions" (C&C club mix)
2. "Emotions" (C&C 12" club no 1 mix)
3. "Emotions" (C&C dub-dub mix)

## Crédits
- Mariah Carey - productrice, auteure-compositrice-interprète
- David Cole - coproducteur, auteur
- Robert Clivilles - coproducteur, auteur

## Classement
| Chart (1991)                       | Peak position |
| ---------------------------------- | ------------- |
| Australie Singles Chart            | 11            |
| Canada Singles Chart               | 3             |
| Pays-Bas Singles Chart             | 12            |
| Allemagne Singles Chart            | 39            |
| Irlande Singles Chart              | 27            |
| Japon Singles Chart                | 90            |
| Nouvelle-Zélande Singles Chart     | 3             |
| Suède Singles Chart                | 30            |
| Royaume-Uni Singles Chart          | 17            |
| US Billboard Hot 100               | 1             |
| US Billboard Hot R&B/Hip-Hop Songs | 1             |
| US Billboard Hot Dance Club Songs  | 1             |
| US Billboard Adult Contemporary    | 3             |

| Chart (1991)           | Position |
| ---------------------- | -------- |
| U.S. Billboard Hot 100 | 22       |